# ساگامیکو، کاناگاوا
ساگامیکو، کاناگاوا (به لاتین: Sagamiko) یک منطقهٔ مسکونی در ژاپن است که در کانتو واقع شده‌است. ساگامیکو ۱۰٬۴۰۴ نفر جمعیت دارد.